# ريتشارد تورنر (لاعب كرة قدم أمريكية)
ريتشارد تورنر (بالإنجليزية: Richard Turner)‏ هو لاعب كرة قدم أمريكية أمريكي، ولد في 14 فبراير 1959 في هوغو في الولايات المتحدة.

## وصلات خارجية
- ريتشارد تورنر على موقع مرجع كرة القدم المحترفة.كوم (الإنجليزية)